# Campeonato Mundial Feminino de Xadrez de 1996
O Campeonato Mundial Feminino de Xadrez  de 1996 foi a 25ª edição da competição sendo disputada em um match entre a então campeã Xie Jun e a desafiante Susan Polgar. A disputa foi realizada no município de Jaén na Espanha e Susan Polgar conquistou o título tornando-se a oitava campeã mundial.
| Nome    | 01 | 02 | 03 | 04 | 05 | 06 | 07 | 08 | 09 | 10 | 11 | 12 | 13 | Total |
| Polgar  | 0  | =  | =  | 1  | 1  | =  | 1  | 1  | =  | =  | 1  | 0  | 1  | 8.5   |
| Xie Jun | 1  | =  | =  | 0  | 0  | =  | 0  | 0  | =  | =  | 0  | 1  | 0  | 4.5   |